# Mujirushi
Mujirushi (яп. 夢印, укр. Знак примарної надії) — японська серія манґи, написана та проілюстрована Наокі Урасавою. Випускалася в журналі Big Comic Original з жовтня 2017 року по лютий 2018 року, глави були зібрані в один том видавництвом Shōgakukan.

## Сюжет
Молодий бізнесмен Камода, власник невеликої фабрики з виробництва гумових виробів, вирішує ухилитися від сплати податків, щоб заощадити гроші на розкішний круїз для своєї дружини. Після несподіваної перевірки його бізнес зазнає краху, а невдовзі від нього йде дружина, вигравши в лотерею квиток на розкішний круїз. Підслухавши розмову двох бізнесменів, він отримує замовлення на виготовлення великої кількості гумових масок, схожих на суперечливого кандидата в президенти США Беверлі Дункан. Однак, коли Беверлі переконливо перемагає на виборах після політичного скандалу, громадськість втрачає інтерес, і Камода виявляється не в змозі продати жодної з масок, що залишає його зі значними боргами.
На межі самогубства Камоду та його доньку Касумі ворон і таємничий символ приводять до будівлі під назвою «Французький науково-дослідницький інститут», де вони знайомляться з яскравим директором, франкофілом, який стверджує, що може змінити долю Камоди за допомогою зухвалої крадіжки картини з Лувру в Парижі. Режисер пояснює, що його завжди захоплювала творчість художника Яна Вермера, зокрема його картина «Мереживниця», яку він зробив досконалою підробкою. Він розповідає про свій план інсценування крадіжки справжньої картини (яку насправді лише перемістять у потаємне місце в глибині Лувру, щоб згодом знову відкрити), щоб видати підробку за справжню річ і продати її на чорному ринку за грабіжницьку суму. Він також дає Камоді невеликий камінь з вирізьбленим на ньому вищезгаданим таємничим символом, пояснюючи, що багато років тому зняв його з давньоєгипетської статуї і хоче повернути, щоб очистити свою совість.
Незважаючи на небажання Касумі, вони погоджуються на план і вирушають до Парижа, щоб зустрітися з пожежником на ім'я Мішель та його бабусею, які знають директора через спільну подругу на ім'я Кьоко, що виховувала Мішеля в дитинстві. Спочатку не довіряючи їм, оскільки вони не знають Кьоко, Мішель погоджується допомогти їм після того, як Касумі розповідає йому про їхнє скрутне становище.
В Японії Мідзогучі, старіючий детектив на межі виходу на пенсію, розслідує справу директора, вважаючи, що він пов'язаний з низкою справ про контрабанду творів мистецтва за останні 20 років. Простеживши за Камодою і Касумі до Французького науково-дослідницького інституту, він повідомляє паризьку владу, щоб та стежила за ними. Тим часом пара журналістів, побачивши фото дружини Камоди, яка проливає вино на бізнесмена під час розкішного круїзу, натрапляє на великий корупційний скандал за участю Беверлі Дункан, але надто боїться за своє життя, щоб розголошувати цю новину.
Незабаром план починає діяти: Касумі та Мішель влаштовують інсценування пожежної тривоги, щоб відволікти увагу, поки Камода ховає картину. Касумі дають вувузелу, в яку вона має засурмити як сигнал до початку інсценування. Мішель, вважаючи цей план надто ризикованим, просить колег замкнути Касумі в підсобці, а сам намагається знайти Камоду і відмовити його від цього. Однак, дізнавшись, що поліція розшукує їх обох, він змінює думку і сам запускає імітацію пожежної тривоги, імітуючи звук вувузели. Відвідувачі Лувру відкривають пакети, надані їм Касумі та Мішелем, кожен з яких містить одну з масок Беверлі Дункан від Камоди, і всі одягають їх. Наслідуючи приклад Касумі, вони всі починають освистувати в унісон.
Натовп відволікає увагу, і Касумі знаходить Камоду, у якого не витримують нерви, і він не може забрати картину. Вони тікають, не ховаючи картину, хоча камінь директора успішно повертають єгипетській статуї. Японські репортери бачать кадри інсценування і, вважаючи, що це протест проти Дункан, повідомляють про скандал у пресу. Це викликає міжнародну хвилю подальших протестів проти Дункан, і сім'я Камоди врятована від фінансового краху після того, як його маски стають дуже затребуваними.
Через півроку Касумі повертається до Франції, щоб зустрітися з Мішелем. Мішель розповідає їй історію стосунків Кьоко з директором, розповідаючи, що камінь насправді ніколи не був частиною єгипетської статуї, а був поміщений туди на прохання Кьоко як символ їхніх стосунків.
Вийшовши на пенсію, Мідзогучі дізнається, що ватажок контрабанди творів мистецтва, якого він шукав, був заарештований іншим відділом, і на свій подив дізнається, що це був не директор. Приголомшений, він біжить до Французького науково-дослідницького інституту, але виявляє, що вивіска зникла, будівля покинута, а директор ніде не з'являється. Переможений, він вигукує «Ши!» — фірмову фразу директора.

## Виробництво
Приблизно чотири роки тому Лувр у Франції звернувся до Наокі Урасави з проханням написати манґу. Він не зміг відразу відповісти через завантаженість на той час, але проект був реалізований у 2017 році. Урасава отримав особливий доступ до тих ділянок Лувру, які зазвичай недоступні для відвідувачів, таких як «підвал, горище та музей вночі». Mujirushi містить персонажа Іямі з класичної комедійної манґи Osomatsu-kun. Манґа містить подяку Fujio Productions Ltd. за співпрацю, а Лувру — за «особливу співпрацю».
У 2019 році Урасава заявив, що він має невеликі занепокоєння з приводу того, що Mujirushi буде опубліковано англійською мовою, тому що «великі анімаційні чи кіностудії можуть образитися або, можливо, виявити деякі неіснуючі подібності між моєю та їхньою роботами». Він також сказав, що в серіалі є кандидат у президенти, який дуже схожий на тодішнього президента Сполучених Штатів (Дональда Трампа) «з якоїсь дивної причини, але я не мав наміру, це не зовсім так, як я писав!»

## Публікація
Написаний та проілюстрований Наокі Урасавою, Mujirushi публікувався у Big Comic Original з 20 жовтня 2017 року до 20 лютого 2018 року. Усі глави були зібрані та опубліковані в одному томі видавцем Shōgakukan 30 липня 2018 року. Було випущено два різні видання, стандартне та делюкс, причому останнє було того самого розміру, що й тираж журналу, і включало кольорові сторінки.

## Сприйняття
За даними Oricon, зібраний том Mujirushi було продано 63 602 примірниками за перший тиждень випуску та 114 489 на третьому тижні.
Ребекка Сільверман з Anime News Network назвала серіал «частково капризом, частково драмою та частково театром абсурду» та «вражаючою майстерністю оповідання». Вона прокоментувала, що різні повороти можуть залишити читача розгубленим, поки все не зійдеться воєдино в кінці, а це означає, що манґа підійде для багаторазового прочитання. Марк Саммут з Comic Book Resources назвав Mujirushi «своєрідним, але цікавим чтивом, наповненим своєчасними соціальними та політичними згадками, психологічною драмою та слідами чорного гумору». Рубен Барон з того самого веб-сайту назвав свою рецензію «Наокі Урасава у найдурнішому вигляді» та написав, що це не найкраща робота автора, «маючи мало спільного з серіалами, які зробили його відомим, окрім його впізнаваного художнього стилю та інтересу до міжкультурних зв'язків».
Незважаючи на те, що Моргана Сантиллі з Comics Beat назвала це «теплою та кумедною манґою, що кишить фірмовим стилем і майстерністю Урасави», вона високо оцінила створення над сюжетом: зазначивши, що «хоча, можливо, історія не така захоплююча чи складна, як деякі інші манґи Урасави, Mujirushi залишає у читача знайоме відчуття благоговіння перед маніпуляціями майстра над лінією, панеллю та історією». Ян Вулф з Anime UK News дав серіалу оцінку 9 із 10, зазначивши, що в ньому є захоплююча історія, яка є «торговою маркою» Урасави, а також елементи романтики та гумору. Рецензенти відзначили тонко завуальовані політичні коментари манґи та посилання на президентські вибори в Сполучених Штатах 2016 року з персонажем Беверлі Дункан, яку Вулф назвав «хтось із обличчям і поведінкою Дональда Трампа, але зачіскою і стать Гілларі Клінтон».